# قرصفة
قُرْصُفَة (الاسم العلمي: Cyclostoma)، جنس حيوانات بحرية من الرخويات بطنيات القدم وفصيلة قواقع الدرج اللولبية.